# Фрайметтіген
Фрайметтіген (нім. Freimettigen) — громада  в Швейцарії в кантоні Берн, адміністративний округ Берн-Міттельланд.

## Географія
Громада розташована на відстані близько 17 км на південний схід від Берна.
Фрайметтіген має площу 3 км², з яких на 5,7% дозволяється будівництво (житлове та будівництво доріг), 64,2% використовуються в сільськогосподарських цілях, 30,1% зайнято лісами, 0% не є продуктивними (річки, льодовики або гори).

## Демографія
2019 року в громаді мешкало 454 особи (+5,1% порівняно з 2010 роком), іноземців було 7,3%. Густота населення становила 153 осіб/км².
За віковим діапазоном населення розподілялося таким чином: 22,9% — особи молодші 20 років, 57,9% — особи у віці 20—64 років, 19,2% — особи у віці 65 років та старші. Було 194 помешкань (у середньому 2,3 особи в помешканні).
Із загальної кількості 67 працюючих 30 було зайнятих в первинному секторі, 6 — в обробній промисловості, 31 — в галузі послуг.